# Парадокс Джевонса
Парадокс Джевонса, эффект Джевонса — термин в экономической науке, описывающий ситуацию, когда технологический прогресс, который увеличивает эффективность использования какого-либо ресурса, увеличивает объём потребления ресурса из-за более низких затрат при использовании усовершенствованных технологий.
Парадокс Джевонса заключается в неочевидном факте: рост эффективности использования ресурса ведет не к уменьшению, а к увеличению его потребления. При реализации правительственных программ энергоэффективной экономики парадокс Джевонса нивелирует усилия по энергосбережению и повышению энергоэффективности.
Парадокс назван по имени английского экономиста У. С. Джевонса, который описал эффект в 1865 году на примере использования угля паровыми машинами.

## Парадокс

Эластичный спрос: Удвоение эффективности использования топлива увеличивает спрос на работу более чем вдвое, увеличивая потребление топлива. Реализация парадокса Джевонса.

Неэластичный спрос: Удвоение эффективности использования топлива увеличивает спрос на работу менее чем вдвое, уменьшая потребление топлива. Парадокс Джевонса не проявляется.

В 1865 году английский экономист Уильям Стэнли Джевонс отметил, что технологические усовершенствования, которые увеличивают эффективность использования угля, ведут к увеличению потребления угля в различных сферах промышленности. Он утверждал, что, вопреки интуиции, нельзя полагаться на технологические усовершенствования в деле снижения потребления топлива.
Парадокс возникает в том случае, когда эффективная технология удешевляет использование энергии или другого ресурса, поощряя тем самым более широкое её (его) использование.
В частности, повышение энергоэффективности и энергосбережение за счёт улучшения эффективности производства приводит к более высокому экономическому росту. На микроэкономическом уровне повышение эффективности использования энергии обычно приводит к снижению потребления энергии. На макроэкономическом уровне более эффективное использование энергии приводит к экономическому росту, в результате которого использование энергии увеличивается во всех отраслях экономики. Технологический прогресс повышает энергоэффективность отдельных предприятий и имеет тенденцию к увеличению общего потребления энергии.
Механизм действия парадокса Джевонса:
1. технологический прогресс повышает эффективность использования ресурса;
2. повышение эффективности снижает стоимость использования ресурса;
3. снижение стоимости стимулирует рост спроса на ресурс;
4. рост спроса приводит к увеличению общего потребления ресурса.

Данный вопрос был вновь рассмотрен современными экономистами, изучавшими обратный эффект потребления от повышения энергоэффективности. В дополнение к уменьшению объёма, необходимого для определённого применения, повышение эффективности снижает относительную стоимость использования ресурса, что ведёт к увеличению спроса на ресурс, потенциально препятствуя любой экономии от увеличенной эффективности. Кроме того, повышение производительности ускоряет экономический рост, дополнительно увеличивая спрос на ресурс. Парадокс Джевонса имеет место, когда эффект повышения спроса преобладает, что приводит к увеличению использования ресурса.
Парадокс Джевонса используется для демонстрации бесполезности энергосбережения, так как увеличение эффективности может увеличивать потребление топлива. Тем не менее, увеличение эффективности может улучшать материальный уровень жизни. Кроме того, использование топлива снижается в том случае, когда повышение эффективности сопровождается экологическим налогом или иными мерами экологической политики, сохраняющими цену использования на прежнем уровне (или повышающими её). Парадокс Джевонса применим только к технологическим усовершенствованиям, повышающим энергоэффективность, введение экологических стандартов и повышение цены позволяет избавиться от него.
В области охраны окружающей среды парадокс Джевонса заключается в том, что исполнение природохранного законодательства приводит к увеличению нагрузки на природные биоценозы.

## История

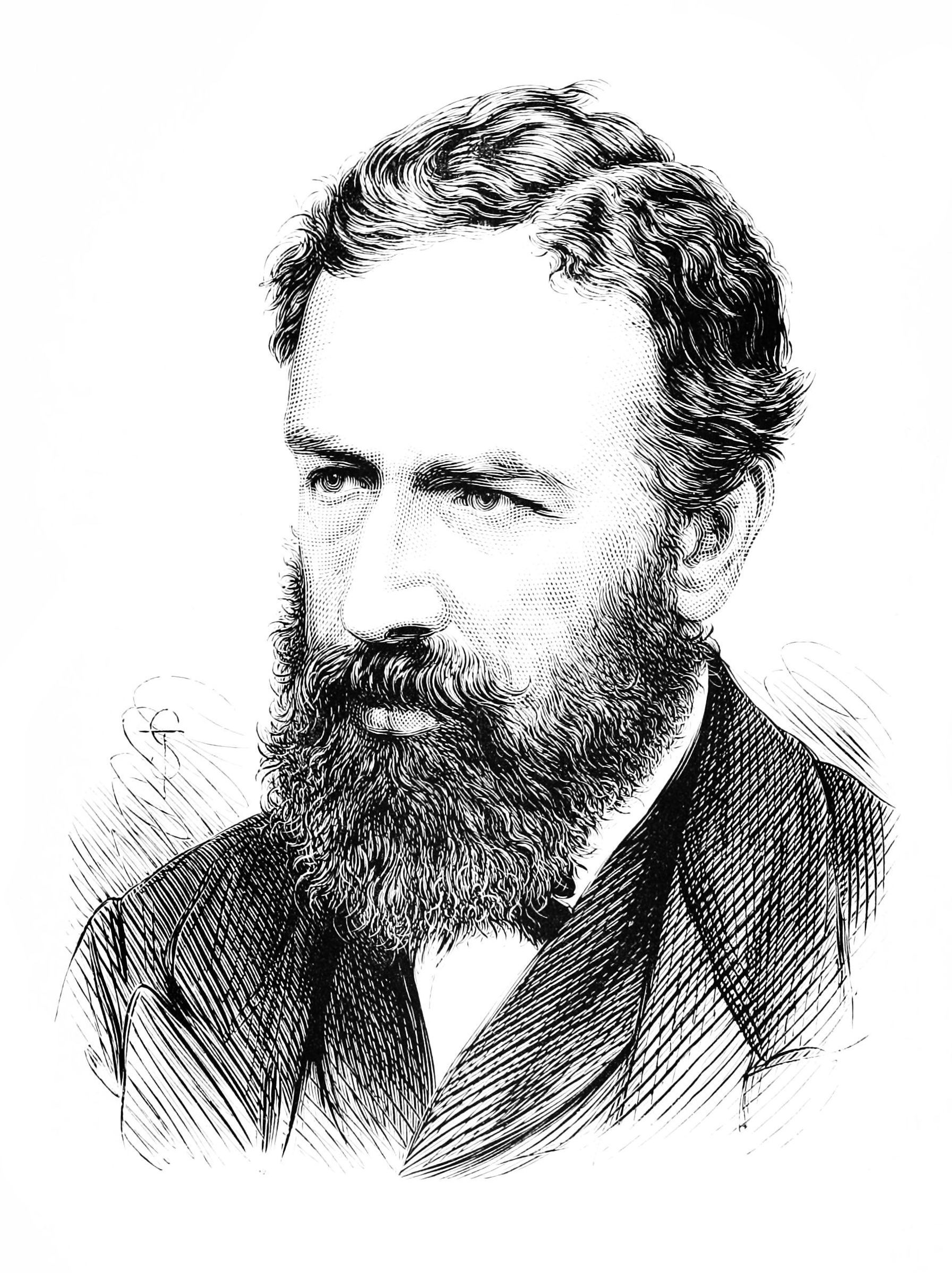
William Stanley Jevons

Английский философ и экономист Уильям Стэнли Джевонс в 1865 году опубликовал работу «Угольный вопрос». В ней Джевонс отметил, что потребление угля в Англии резко возросло после появления парового двигателя Джеймса Уатта, который имел намного большую эффективность по сравнению с ранее применявшимся паровым двигателем Томаса Ньюкомена, хотя макроэкономисты ожидали снижения потребления угля благодаря экономичности новой машины. Изобретение Уатта сделало уголь намного более выгодным источником энергии, что привело к широкому применению паровых машин в промышленности. Это, в свою очередь привело к росту потребления угля, хотя потребность в угле для отдельной машины и снизилась. На основании этого наблюдения Джевонс утверждал, что увеличение эффективности использования топлива имеет тенденцию увеличивать, а не снижать общее его подтребление: «Ошибочно думать, что экономичное использование топлива означает снижение его потребления. Верно как раз обратное».
Обнаруженный эффект в дальнейшем получил название «Парадокс Джевонса».
В то время многие в Британии были обеспокоены быстрым исчерпанием запасов угля, и некоторые специалисты полагали, что экономичное использование топлива означает снижение его потребления. Джевонс доказывал ошибочность этой точки зрения, поскольку рост эффективности имеет тенденцию увеличивать спрос на уголь. Следовательно, совершенствование технологии ведёт к увеличению скорости опустошения угольных запасов.
В 1976 году экономист Эймори Ловинс предложил концепцию энергоэффективной экономики, согласно которой необходимо использовать меньше энергии для получения больших результатов экономической деятельности. Эта концепция в сочетании с анализом крайне неэффективного использования энергии в американской экономике 1970-х позволила ему сделать вывод, что рынок сам по себе не обеспечивает ожидаемые в обществе социально-экономические результаты. В частности, благодаря дешёвой нефти и из-за инерционности энергетики и системы энергопотребления промышленности в США даже после энергетического кризиса начала 1970-х энергосберегающие технологии стали массово применяться в американской промышленности только с 1978 года.

## Обратный эффект
Парадокс Джевонса можно понять, заметив, что рост эффективности использования ресурса приводит к снижению цены ресурса, измеренной в единицах получаемого из него полезного эффекта (то есть работы). Вообще говоря, снижение цены товара или услуги ведёт к росту величины спроса. Таким образом, при меньшей цене работы, больше работы будет «куплено» (не прямым образом, а путём покупки большего количества топлива). Увеличение спроса на топливо называется обратным эффектом. Этот рост может быть достаточно (или недостаточно) большим, чтобы компенсировать исходное снижение спроса от роста эффективности. Парадокс Джевонса имеет место, если обратный эффект достигает величины больше 100 %, превосходя исходную экономию от роста эффективности. Это можно назвать «эффектом отдачи».
Рассмотрим простой пример: рынок с совершенной конкуренцией, на котором топливо является единственным исходным элементом, который определяет стоимость работы. Если стоимость топлива остаётся постоянной, а эффективность преобразования его в работу удваивается, то действительная стоимость работы снижается вдвое, то есть вдвое большее количество работы можно приобрести за те же деньги. Если количество купленной работы вырастет более чем вдвое (то есть спрос на работу является эластичным, ценовая эластичность больше 1), то количество использованного топлива не снизится, а возрастёт. Если же спрос на работу неэластичный (ценовая эластичность меньше 1), то количество купленной работы увеличится менее чем вдвое, и количество использованного топлива снизится.
Полный анализ должен также принимать во внимание, что продукты (работа) имеют не один исходный элемент, а несколько (напр. топливо, труд, оборудование), и что другие факторы (напр. несовершенство конкурентной структуры рынка), также могут влиять на цену работы. Эти факторы имеют тенденцию снижать воздействие топливной эффективности на цену работы, смягчая обратный эффект и снижая вероятность проявления парадокса Джевонса. Кроме того, любое изменение спроса на топливо влияет на его цену и на эффективную цену работы.

## Постулат Хаззума — Брукса
В 1980-х годах экономисты Даниэль Хаззум (англ. Daniel Khazzoom) и Леонард Брукс (англ. Leonard Brookes) вновь рассмотрели парадокс Джевонса применительно к использованию энергии в масштабах общества. Брукс, бывший в то время главным экономистом правительственного агентства по атомной энергии Великобритании, выступил с утверждением, что попытки снизить потребление энергии за счёт роста энергоэффективности ведут лишь к росту спроса на энергию в масштабах экономики в целом. Хаззум сосредоточил внимание на более частном вопросе о том, что потенциал обратного эффекта не учитывается в обязательных стандартах энергоэффективности для бытовой техники, установленных энергетической комиссией штата Калифорния.
В 1992 году экономист Гарри Саундерс (англ. Harry Saunders) назвал предположение о росте энергопотребления в результате улучшения энергоэффективности постулатом Хаззума — Брукса. Саудерс показал, что постулат Хаззума — Брукса согласуется с неоклассической теорией роста (общепринятой теорией накопления капитала, технологического прогресса и долгосрочного экономического роста) при широком спектре условий.
Согласно Саундерсу, повышение энергоэффективности влияет на рост потребления энергии двумя путями. Во-первых, рост энергоэффективности делает использование энергии относительно более дешёвым, поощряя рост энергопотребления (прямой обратный эффект). Во-вторых, рост энергоэффективности ведёт к ускоренному экономическому росту, который влечёт за собой рост потребления энергии в масштабах экономики в целом. На микроуровне (рассматривая отдельный рынок), даже с учётом обратного эффекта, улучшение энергоэффективности обычно ведёт к снижению потребления энергии. То есть обратный эффект обычно ниже 100 %. Но на макроуровне более эффективная (и относительно более дешёвая) энергия является причиной более быстрого экономического роста, который, в свою очередь, увеличивает потребление энергии в масштабах экономики. Саундерс приходит к выводу, что с учётом микро- и макроэкономического эффектов, технологический прогресс, улучшающий энергоэффективность, имеет тенденцию увеличивать общее потребление энергии.

## Политика энергосбережения
Джевонс предупреждал, что выгоды от топливной эффективности часто увеличивают потребление топлива, но из этого не следует вывод о бесполезности роста эффективности использования топлива. Более эффективное использование топлива позволяет увеличить производство и повышает материальный уровень жизни. Например, более эффективный паровой двигатель позволил сделать более дешёвой перевозку товаров и людей, что способствовало промышленной революции. Впрочем, если постулат Хаззума — Брукса верен, рост топливной эффективности не может замедлить выработку ископаемого топлива.
Парадокс Джевонса иногда используют для обоснования тщетности усилий по энергосбережению. Так, например, более эффективное использование нефти только повышает спрос на неё и не может замедлить наступления пика нефтедобычи. Обычно этот аргумент приводят для обоснования отказа от экологической политики или повышения энергоэффективности (напр. если автомобиль более эффективен, это только увеличивает число поездок на нём). Против этого можно привести несколько возражений. Во-первых, на зрелом рынке (напр. на рынке нефти в развитых странах), прямой обратный эффект обычно невелик, поэтому рост топливной эффективности снижает потребление ресурса при неизменности других условий. Во-вторых, даже если рост эффективности не снижает общее потребление топлива, остаются другие выгоды от улучшения эффективности. Например, повышение эффективности смягчает рост цен, дефицит и сбои в мировой экономике, связанные с пиком нефтедобычи. В-третьих, использование топлива, несомненно, снижается, если увеличение эффективности сопровождается вмешательством государства (напр. экологическим налогом), сохраняющим цену использования топлива на прежнем уровне (или повышающим её).
Парадокс Джевонса показывает, что рост эффективности сам по себе вряд ли способен снизить потребление топлива, и что устойчивая энергетическая политика должна опираться на те или иные формы государственного вмешательства. Поскольку парадокс Джевонса относится только к технологическим улучшениям, повышающим топливную эффективность, введение экологических стандартов, одновременно повышающих цены, позволяет избежать роста потребления топлива. Чтобы технологические улучшения снижали потребление топлива, необходимо чтобы выгоды от эффективности сопровождались правительственными мерами по снижению спроса (напр. экологическими налогами, программами Cap and Trade или повышением налогов на топливо). Экологические экономисты Матис Вакернагель (Mathis Wackernagel) и Уильям Риз (William Rees) утверждают, что выгода от повышения эффективности должна быть «с помощью налога или иным способом выведена из экономического оборота. Предпочтительно использовать её для инвестиций в восстановление природного капитала». Смягчая экономические последствия государственного вмешательства, направленного на поддержание экологической устойчивости, технологический прогресс может сделать такое вмешательство более приемлемым и более возможным.